# 小城藩
小城藩（日语：／ Ogi-han */?）是日本肥前國小城郡小城的藩，元和3年12月1日（1617年12月28日）創藩，明治4年7月14日（1871年8月29日）廢藩，原本是佐賀藩的一部分，石高在高峰期達73,250石，藩廳是櫻岡館（櫻岡屋敷），藩校創建於天明4年10月15日（1784年11月27日），最初稱為文武稽古所，天明7年（1787年）又創辦學寮，在寬政初年擴建後改稱興讓館。人口在元祿12年（1699年）時是32,352人。
江戶藩邸方面，上屋敷位於幸橋內，拜領自寬永年間（1624年至1644年）或以前，中屋敷在虎門內，相對替自元祿15年8月10日（1702年9月1日），寶曆11年12月29日（1762年1月23日）相對替至麻布龍土，變為下屋敷。麻布龍土的下屋敷在文政11年9月25日（1828年11月2日）相對替至下高井戶宿，元祿6年8月2日（1693年9月1日）拜領的南本所下屋敷則在元祿15年8月10日相對至虎門內的中屋敷，寬政年間（1789年至1801年）或以前又拜領麻布材木町的下屋敷，麻布本村町的抱屋敷則始於文政13年（1830年）。此外，藏屋敷則位於堂島。

## 歷史
元和3年4月5日（1617年5月9日），鍋島元茂獲鍋島勝茂賜予橫跨小城郡、佐賀郡和神埼郡的知行所，定米為10,363石。同年12月1日（12月28日），鍋島元茂再獲分知16,697石，定米是10,018石，因此他總共有定米20,381石。定米作為物成，佔知行的六成，根據寬永5年（1628年）的《惣着到》記載，元茂的知行則達57,452石。寬永14年（1637年），島原之亂爆發，小城藩也有參戰。寬永17年（1640年），元茂獲江戶幕府承認為部屋住的分家，並且在寬永19年（1642年）開始參勤交代。明曆2年（1656年），根據《泰盛院樣御印着到》記載，小城藩的石高是73,252石左右，物成則是29,301石，此石高持續至幕末。萬治元年（1658年），藩主鍋島直能在櫻岡興建屋敷，延寶年間（1673年至1681年）從佐賀城西之丸轉移至櫻岡。天和2年（1682年），小城藩就山代鄉的山海邊界問題與佐賀藩發生爭執。
貞享4年7月2日（1687年8月9日），直能動筆澄清藩主鍋島元武會從德川將軍家獲賜知行的流言。元祿3年（1690年），元武正式以櫻岡館為住處。元祿5年3月8日（1692年4月23日），元武獲江戶幕府任命為公家眾接待役，自此開始執行公役。寶永4年11月27日（1707年12月20日），江戶幕府將軍德川綱吉原本打算轉封至遠江國濱松藩60,000石，但是遭到柳澤吉保諫阻。安永3年2月2日（1774年3月13日），藩主鍋島直愈雖然獲任命為有栖川宮織仁親王前往江戶時的馳走役，不過由於小城藩的財政狀況困窘，在經費需要9,500兩左右的情況下，僅能交出2,000兩。小城藩在窮途末路下，向幕府提出借7,000兩來應對，促使幕府免去直愈的馳走役，並且處以其差控。
文化13年（1816年），藩主鍋島直堯向佐賀藩提出讓其向幕府申請升進為城主格，理由是在柳間的大名中，50,000石以上均為城主或城主格，73,000石的小城藩卻是仍然是無城（陣屋），實際上是否存在城郭也不重要，只要主藩提出申請，像毛利家、藤堂家和黑田家等的支藩藩主也能夠享有城主格的待遇。直堯與蓮池藩藩主鍋島直與先後七次向佐賀藩提出申請，分別是文化13年、文政元年（1818年）2月、文政2年（1819年）9月、文政2年10月18日（12月5日）、文政2年12月28日（1820年2月12日）、文政3年2月9日（1820年3月22日）以及天保元年（1831年）2月，悉數被駁回。理由是佐賀藩認為家格不變有助維持原本藩的體制。
嘉永6年12月13日（1854年1月11日），由普提雅廷指揮的俄羅斯帝國軍艦進入長崎港，藩主鍋島直亮前往戒備，翌年3月2日（1854年3月30日）奉命在長崎戒備，為期五年，期間免除公務和參勤，安政5年10月18日（1858年11月23日）又獲縮短在江戶停留的時間，為期五年。萬延元年（1860年）3月，小城藩藩士綾部新五郎和宮崎元立作為萬延元年遣美使節的隨臣一同出發。元治元年5月7日（1864年6月10日），太田藏人刃傷事件爆發，富岡敬明及後因此入獄。同年8月23日（9月23日），小城藩獲任命為長州征討的先鋒，不過在慶應元年5月15日（1865年6月8日）取消。戊辰戰爭爆發後，小城藩在明治元年8月8日（1868年9月23日）出兵至秋田和大館，憑在秋田戰爭取得的戰功在明治2年（1869年）8月獲賜賞典金5,000兩。明治4年7月14日（1871年8月29日），廢藩置縣。

## 歷任藩主
| 家名   | 家格      | 名稱     | 石高     | 藩領                         |
| ------ | --------- | -------- | -------- | ---------------------------- |
| 鍋島家 | 外樣 陣屋 | 鍋島元茂 | 57,452石 | 肥前國佐賀郡、小城郡和松浦郡 |
| 鍋島家 | 外樣 陣屋 | 鍋島直能 | 73,252石 | 肥前國佐賀郡、小城郡和松浦郡 |
| 鍋島家 | 外樣 陣屋 | 鍋島元武 | 73,252石 | 肥前國佐賀郡、小城郡和松浦郡 |
| 鍋島家 | 外樣 陣屋 | 鍋島元延 | 73,252石 | 肥前國佐賀郡、小城郡和松浦郡 |
| 鍋島家 | 外樣 陣屋 | 鍋島直英 | 73,252石 | 肥前國佐賀郡、小城郡和松浦郡 |
| 鍋島家 | 外樣 陣屋 | 鍋島直員 | 73,252石 | 肥前國佐賀郡、小城郡和松浦郡 |
| 鍋島家 | 外樣 陣屋 | 鍋島直愈 | 73,252石 | 肥前國佐賀郡、小城郡和松浦郡 |
| 鍋島家 | 外樣 陣屋 | 鍋島直知 | 73,252石 | 肥前國佐賀郡、小城郡和松浦郡 |
| 鍋島家 | 外樣 陣屋 | 鍋島直堯 | 73,252石 | 肥前國佐賀郡、小城郡和松浦郡 |
| 鍋島家 | 外樣 陣屋 | 鍋島直亮 | 73,252石 | 肥前國佐賀郡、小城郡和松浦郡 |
| 鍋島家 | 外樣 陣屋 | 鍋島直虎 | 73,252石 | 肥前國佐賀郡、小城郡和松浦郡 |

## 領地
| 令制國 | 郡     | 領地 |
| ------ | ------ | --- |
| 肥前國 | 佐賀郡 | 東山田村、池上村、久留間村、川上村 |
| 肥前國 | 小城郡 | 八反原村、下熊川村、內野村、上熊川村、古湯村、苣木村、鎌原村、市川村、杉山村、畑瀨村、栗並村、摩那古村、中原村、大野村、大串村、上無津呂村、下無津呂村、古場村、上合瀨村、下合瀨村、藤瀨村、牛津本町、金田刈、樋口刈、乙柳刈、堀江村、勝里、道免村、川越村、八枝村、柿樋瀨村、小城町、岩藏村、松尾村、織島刈、久米刈、畑田刈、下古賀村、船田刈、甲柳原刈、石木刈、長神田刈、三島刈、道邊刈、池上刈、栗原刈 |
| 肥前國 | 松浦郡 | 楠久村、日尾村、天神村、脇野村、浦川內村、東大久保村、里村、瀧川內村、川內野村、福川內村、城村、峯村、久原村、立岩村、西分村、東分村、西大久保村、大久保村 |

## 註解
1. ↑  小城現為佐賀縣小城市小城町[1]。
2. ↑  現行對應地名如下：
  - 上屋敷現在位於東京都千代田區內幸町1丁目1−3的東京電力總部[4][5]。
  - 虎門現為東京都港區虎之門一帶[6]。
  - 麻布龍土現為港區六本木7丁目的一部分[6]。
  - 下高井戶宿是甲州街道的宿場，現為東京都杉並區下高井戶[6]。
  - 南本所現為東京都墨田區兩國1至2丁目、橫網、石原、本所1至2丁目、東駒形1丁目、太平、錦絲、橫川、江東區白河4丁目、三好4丁目、平野4丁目、深川1至2丁目以及冬木一帶[6]。
  - 麻布材木町現為港區西麻布1丁目和六本木6至7丁目的各一部分[6]。
  - 麻布本村町現為港區南麻布1至4丁目和元麻布1至2丁目的各一部分[6]。
3. ↑  櫻岡現為小城町的一部分[8]。
4. ↑  山代鄉現為佐賀縣伊萬里市內有田川以西的地區[1]。

## 外部連結
- . kotobank （日语）.